# Lusigny
Lusigny település Franciaországban, Allier megyében. Lakosainak száma 1633 fő (2022. január 1.). Lusigny Chevagnes, Chézy, Montbeugny, Thiel-sur-Acolin és Yzeure községekkel határos.

## Népesség
A település népességének változása:
| Lakosok száma | 1066 | 1541 | 1575 | 1581 | 1729 | 1708 | 1698 | 1688 | 1670 | 1633 |
|               | 1968 | 1982 | 1990 | 2006 | 2013 | 2015 | 2017 | 2019 | 2020 | 2022 |